# Vila-real (Castelló)
Vila-real (valencianisch und offiziell; spanisch Villarreal) ist eine Stadt in der Valencianischen Gemeinschaft im Osten Spaniens und die zweitgrößte Stadt der Provinz Castelló. Die Stadt ist international vor allem durch den Fußballverein Villarreal CF bekannt.

## Geographie
Vila-real liegt auf einem flachen Hügel in der Küstenebene am Mijares unweit von dessen Mündung ins Mittelmeer, etwa acht Kilometer südlich der Provinzhauptstadt Castelló de la Plana in der gleichnamigen Provinz und etwa 60 Kilometer nördlich von Valencia.

## Geschichte
Die Stadt wurde am 20. Februar 1274 auf Anordnung des Königs Jakob I. von Aragón mit einem rechteckigen Grundriss gegründet. Daher stammt auch der Name Vila-real, die „Stadt des Königs“. Der Grund lag in der Sicherung einer strategisch wichtigen Position an der ehemaligen Römerstraße Via Augusta, um die im Rahmen der Reconquista wiedereroberten Gebiete gegen die Mauren zu sichern.
Die erste größere Erweiterung außerhalb des ursprünglichen, durch Mauern gesicherten Dorfes erfolgte im 14. Jahrhundert unter dem Schutz des Königreichs Valencia. Im 16. und 17. Jahrhundert wurde durch den Bau von Brunnen die landwirtschaftliche Situation verbessert. Nachdem die Stadt während des Spanischen Erbfolgekriegs stark in Mitleidenschaft gezogen wurde, bildeten sich gegen Ende des 18. Jahrhunderts die ersten Industrien, vor allem Textilindustrie in Villarreal aus. Im 19. Jahrhundert begann der Anbau und Verkauf von Orangen, was zu einem spürbaren wirtschaftlichen Aufschwung der Stadt führte. Die Einnahmen aus dem Orangenhandel wurden nach dem Spanischen Bürgerkrieg in den Bau von Fabriken für Keramikfliesen investiert, die noch heute eine große wirtschaftliche Bedeutung für die Stadt haben.

## Sehenswürdigkeiten
- Kirche San Pascual, mit darin befindlichem Grabmal des Stadtpatrons Pascual Bailón
- Plaza Mayor, arkadengesäumter Hauptplatz

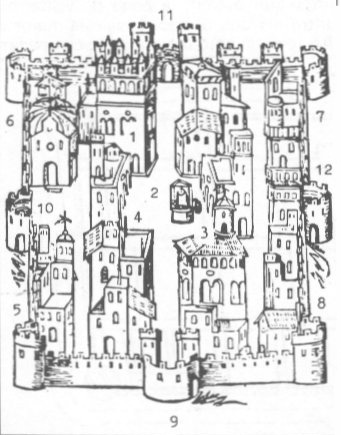
Stadtplan von Vila-real aus dem Jahr 1564 von Rafael Martí de Viciana
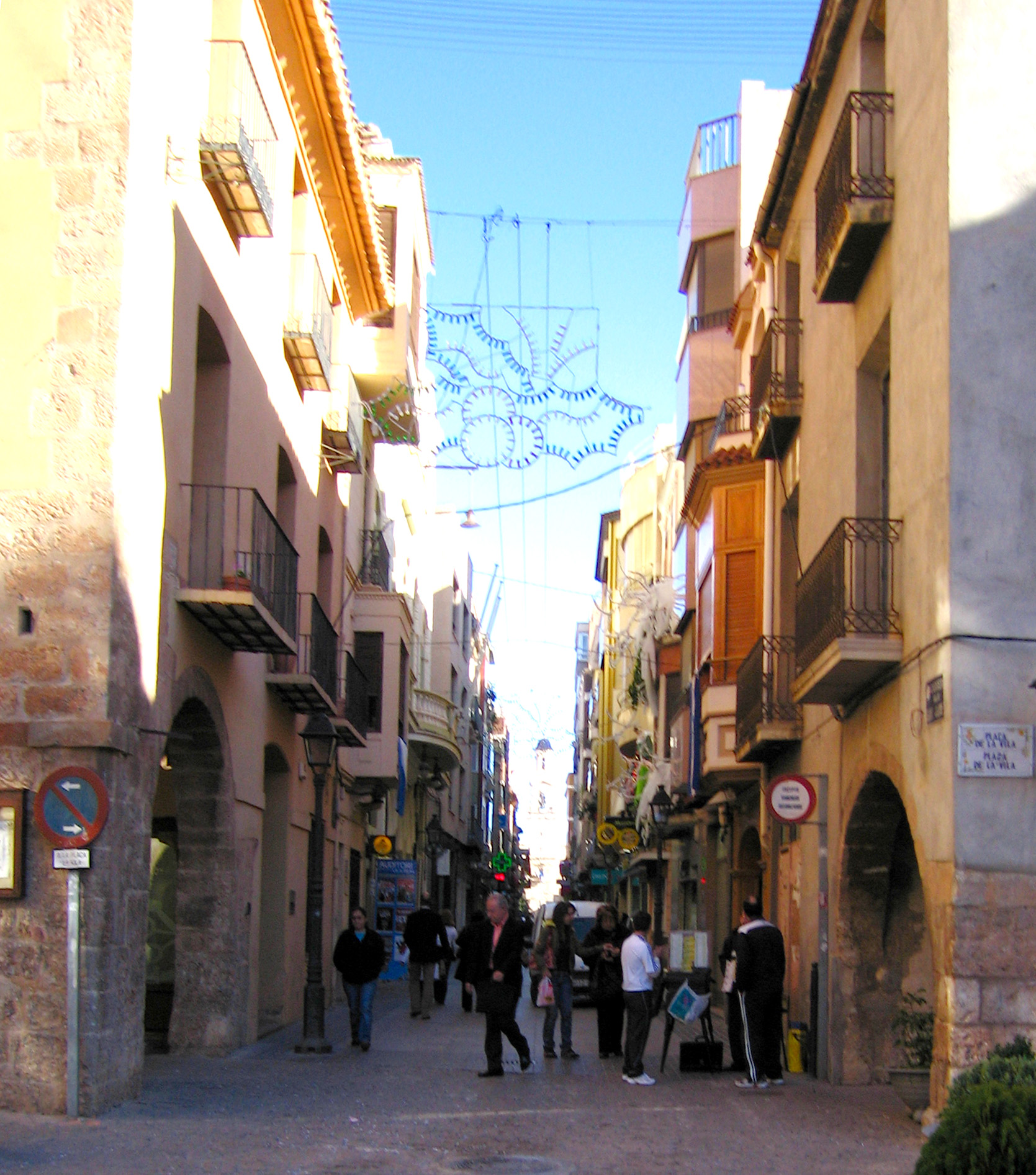
Carrer major
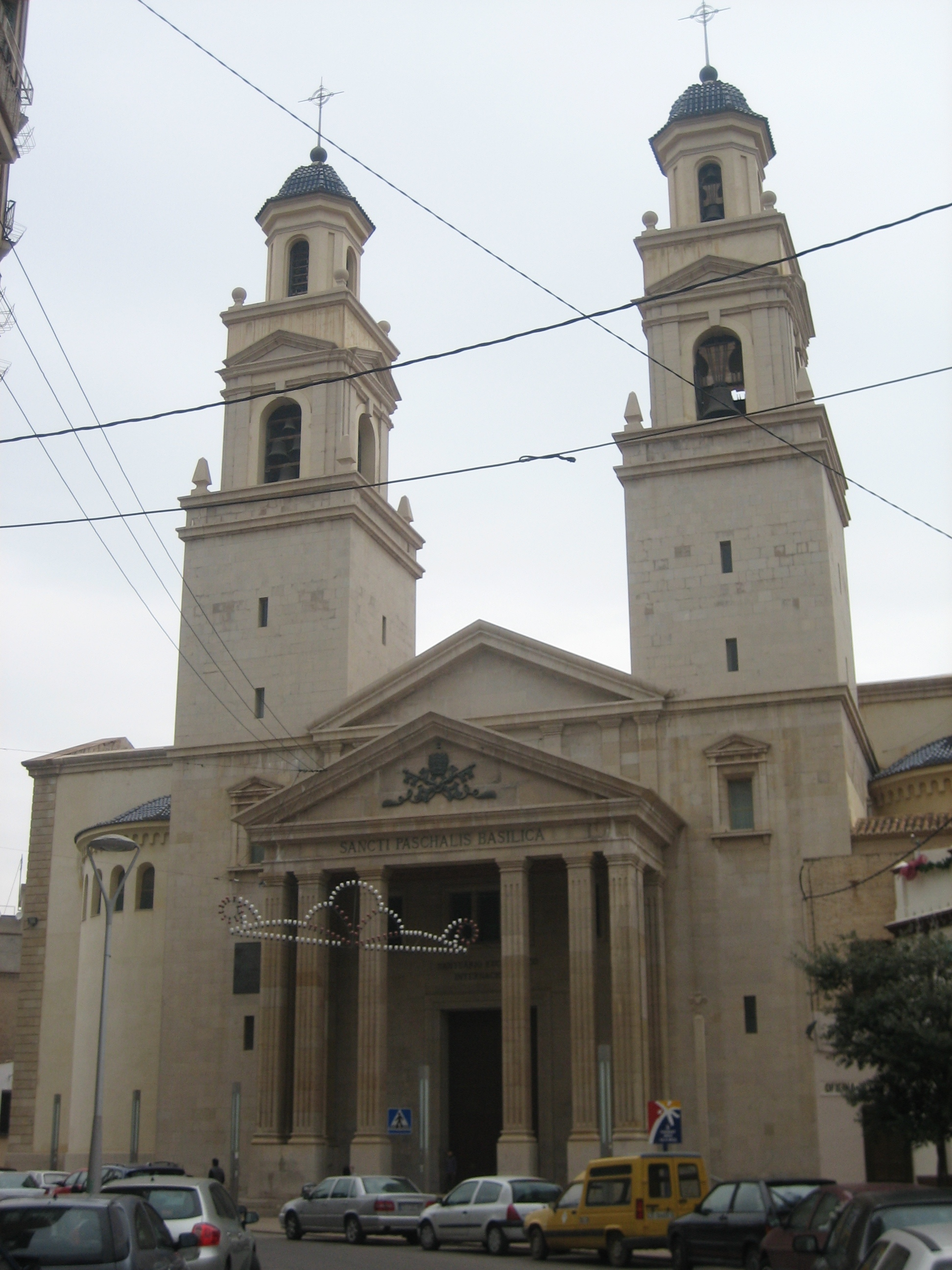
Santuario de San Pascual Baylón
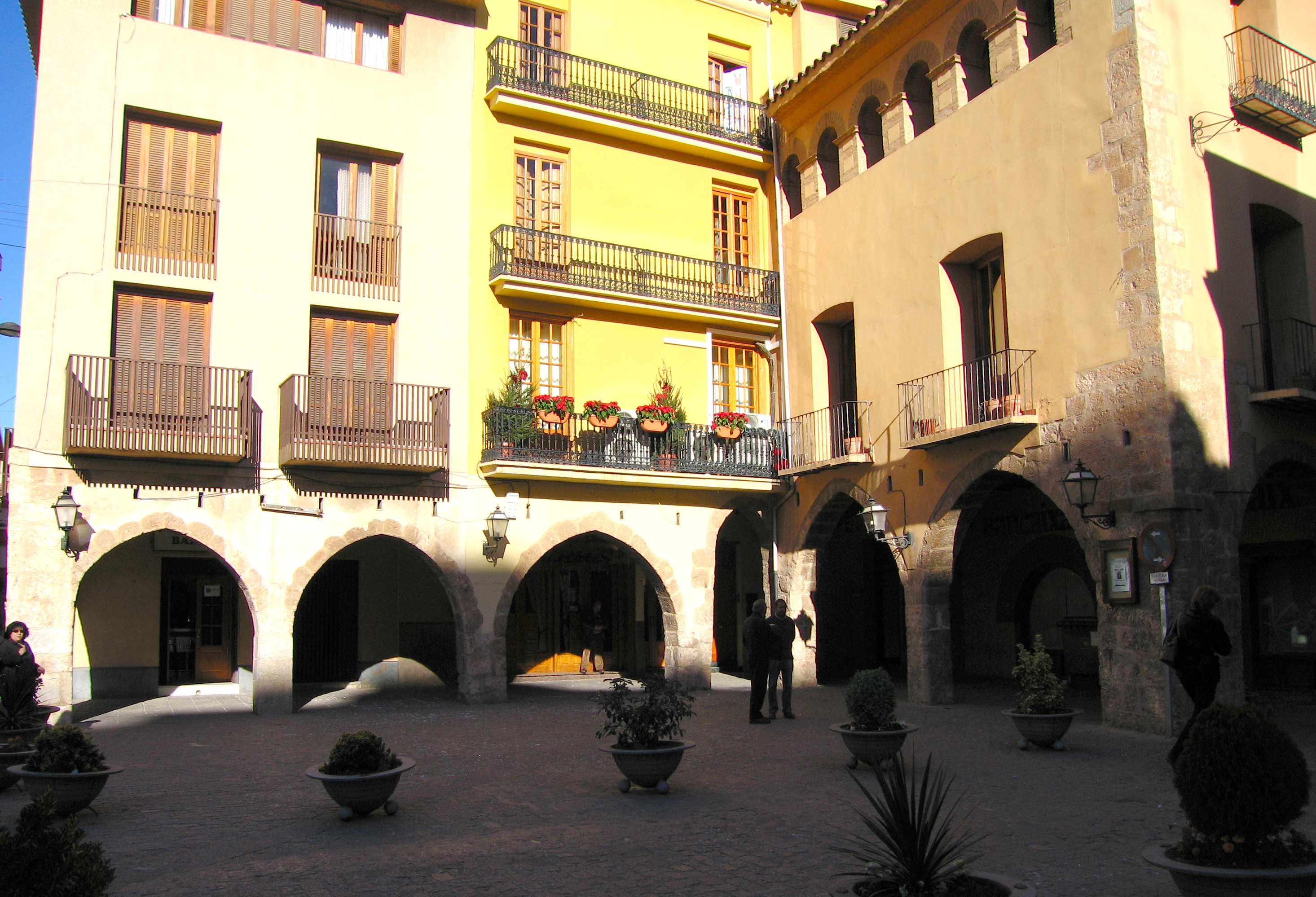
Plaça de la Vila

## Sport

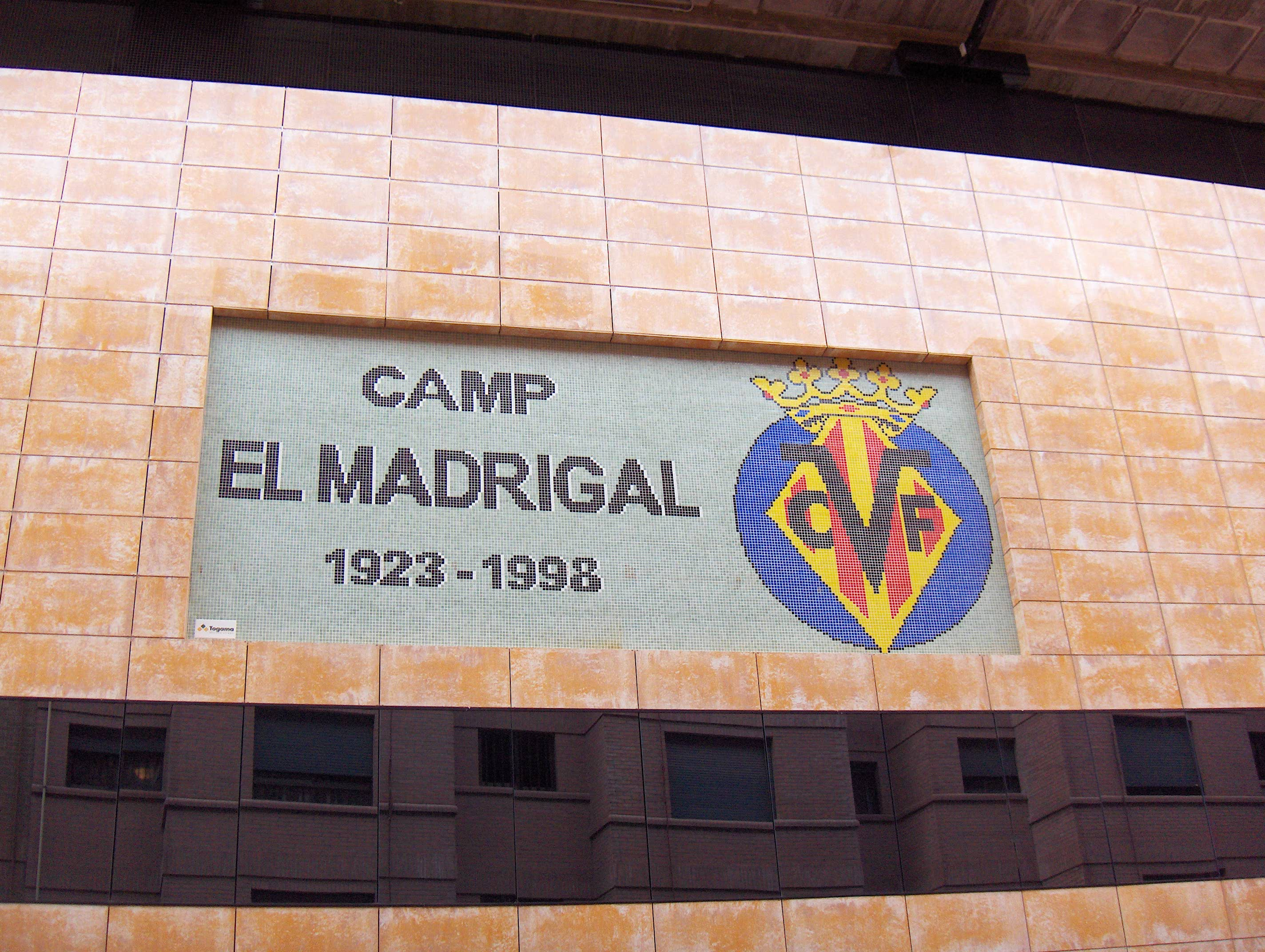
FC Villarreal

Ein Aushängeschild der Stadt ist der Fußballverein Villarreal CF, der seit dem Aufstieg 1998 mit einer kurzen Unterbrechung in der Primera División spielt und 2006 und 2022 bis ins Halbfinale der UEFA Champions League vordrang. 2021 hat der Verein die UEFA Europa League nach einem Finalsieg gegen Manchester United gewonnen.

## Söhne und Töchter der Stadt
- Francisco Tárrega (1852–1909), Komponist und Gitarrist
- Joan Baptista Llorens (1897–1937), Radrennfahrer
- Paula Bonet (* 1980), Künstlerin und Schriftstellerin
- Héctor Font (* 1984), Fußballspieler
- César Arzo Amposta (* 1986), Fußballspieler
- Sebastián Mora Vedri (* 1988), Radrennfahrer
- Pau Torres (* 1997), Fußballspieler